# World Beach Games 2023/Beachhandball
Beachhandball war auch bei der zweiten Austragung der ANOC-World Beach Games 2023, die vom 6. bis 12. August auf Bali stattfinden sollte, als Bestandteil der Multisport-Veranstaltung für Strandsport vorgesehen gewesen.

## Qualifikation
Es sollten 12 Mannschaften an den Wettbewerben teilnehmen. Die Gastgeber hätten pro Geschlecht eine Mannschaft stellen können. Fünf weitere Plätze wurden über die Weltmeisterschaften 2022 in Iraklio auf Kreta vergeben, hier qualifizierten sich die fünf Erstplatzierten. Die übrigen sechs Startplätze werden über die letzten kontinentalen Meisterschaften der sechs Kontinentalverbände der IHF vergeben. Den Startplatz erhält die jeweils beste noch nicht als Gastgeber oder über die WM qualifizierte Mannschaft. Nimmt eine Mannschaft das Startrecht nicht wahr, würden entsprechend des Qualifikationsortes der nicht teilnehmenden Mannschaft Nationalteams nachrücken. Für nicht antretende über die WM qualifizierte Trams also das nächstplatzierte Team der WM, bei Kontinentalmeisterschaften entsprechend folgend platzierte Nationalmannschaften.
Einen Monat vor der Veranstaltung sagten die indonesischen Organisatoren die World Beach Games wegen ausbleibender zugesagter Zahlungen durch die indonesische Regierung ab.
| Qualifikation durch                        | Frauen                                                | Männer                                         |
| ------------------------------------------ | ----------------------------------------------------- | ---------------------------------------------- |
| Gastgeber                                  | Indonesien                                            | Indonesien                                     |
| Weltmeisterschaften 2022                   | Deutschland Spanien Niederlande Griechenland Dänemark | Kroatien Dänemark Brasilien Griechenland Katar |
| Afrikameisterschaften 2023                 | Tunesien                                              | Tunesien                                       |
| Asienmeisterschaften 2023                  | Vietnam                                               | Oman                                           |
| Europameisterschaften 2023                 | Portugal                                              | Ungarn                                         |
| Ozeanienmeisterschaften 2023               | Australien                                            | Australien                                     |
| Nor.Ca. Beach Handball Championship 2023   |                                                       |                                                |
| Süd- und Mittelamerikameisterschaften 2023 | Veranstaltung vor den                                 | Qualispielen abgesagt                          |